# Гюран, Назифе
Назифе Гюран (тур. Nazife Güran; 5 сентября 1921, Вена — 20 декабря 1993) турецкий композитор. 

## Биография
Родилась в семье дипломата. Начала получать музыкальное образование ещё в детстве занимаясь с матерью, а после обучаясь в школах Анкары и Стамбула. Продолжила обучение в Берлине изучая фортепиано с Рудольфом Шмидтом и композицию с Паулем Хоффером.
Вернувшись в Анкару, она училась у Эрнста Преториуса. 
В 1952 вышла замуж за Исмаила Йылмаза Гюрана, через год родила сына, и снова вернулась к занятиям музыкой в Кёльнской Музыкальной Академии. 
В 1969 вернулась в Турцию, где стала преподавать и сочинять музыку.

## Произведения
- Merdiven
- Şehit Çocuğuna Ninni
- Gece Deniz
- Yarını Bekleyen Köy
- Hayalimdeki Bahçe
- Titreşim
- Nurdan Bir Hale (Light from a Halo)
- İbadet Sevinci
- Mehlika Sultan
- Dantel
- Göldeki Akisler
- Boğaziçinde Gezi
- Feraceli Hanım Nr.3